# Eiso Bergsma
Eiso Bergsma, né le 20 mars 1786 à Leeuwarden (Provinces-Unies) et mort le 7 janvier 1837 à Nimègue (Pays-Bas), est un militaire et ingénieur néerlandais.

## Biographie
Eiso Bergsma est le fils de Willem Bernardus Bergsma et de sa première épouse, Lucia Scheltema. Il se marie le 17 mai 1815 avec Anna Louise Kratzsch, avec laquelle il n'eut pas d'enfants.

### Carrière militaire
Eiso Bergsma entre dans l'armée de la République batave (qui devient l'armée du royaume de Hollande) comme cadet au 3e bataillon de la 4e demi-brigade et suit une formation à l'école des cadets de Zutphen. Il devint ingénieur le 20 juillet 1804 et premier lieutenant le 8 août 1808 dans le régiment d'infanterie du corps royal d'artillerie et du génie, avec lequel il participe notamment à l'expédition de Walcheren en 1809. 
Le 23 juin 1810 il est promut lieutenant dans le corps impérial du génie puis premier capitaine de la 4e compagnie du 5e bataillon des sapeurs le 1er juillet 1811. Il est ensuite nommé deuxième capitaine au sein de l'état-major du corps du génie. En 1812 et 1813, il participe à la campagne d'Allemagne et est affecté à Dantzig où il est en garnison pendant le siège de la ville. Après la chute de la forteresse de Dantzig, les Français furent faits prisonniers et les Néerlandais purent rentrer dans leur pays. Il quitte la ville le 2 janvier et arrive aux Pays-Bas en mars. Le 16 mars 1813, il est nommé deuxième capitaine-ingénieur. Après avoir intégré les forces armées du royaume uni des Pays-Bas, il y est promu premier capitaine-ingénieur le 16 août 1817. À ce titre, il est chargé de la construction de la citadelle de Dinant puis de l'aménagement du bâtiment destiné à accueillir l'académie militaire de Breda. 
Il est nommé major-ingénieur le 16 août 1829, puis transféré au corps des Mineurs et Sapeurs le 15 avril 1830. Lors de la guerre belgo-néerlandaise, il se trouve dans la forteresse de Maastricht lors du blocus de la ville (nl) entre 1830 et 1834. Nommé commandant du 2e bataillon du corps des mineurs et sapeurs le 19 février 1835 et stationné à Nimègue, il y meurt le 7 janvier 1837.

## Distinctions
- Chevalier de 4e classe de l'ordre militaire de Guillaume le 12 mai 1823.

## Sources
- (nl) Abraham Jacob van der Aa, Biographisch woordenboek der Nederlanden, t. II, Haarlem, J.J. van Brederode, 1854 (lire en ligne), p. 404.